# Sábado de reportajes
Sábado de reportajes fue un programa de televisión, perteneciente al área de reportajes y cultura de Canal 13. Este programa contó con 17 temporadas, de las cuales las últimas cinco se han caracterizado por presentar producciones propias cada semana contrastando con el formato original que era un bloque contenedor de documentales de diversos canales de televisión por cable.
Sábado de reportajes fue conducido en su último ciclo por el periodista Polo Ramírez y se dividía en cuatro secciones: Lugares que hablan, Cultura salvaje, Recomiendo Chile y City Tour On Tour.
Actualmente se le ha cambiado el nombre pasó a ser de Sábado de reportajes a Cultura en el 13.

## Lugares que hablan
Lugares que hablan es una de las tres secciones emitidas en Sábado de reportajes. Francisco Saavedra es quien toma el rol protagónico en esta sección, donde se recorren diversos lugares y ciudades de Chile y se dan a conocer diversas historias y costumbres a lo largo del país.

## Maravillas del Mundo
Cultura Salvaje/Milenaria/Sagrada/Indómita, Maravillas del Mundo temporadas 1 y 2 y El Transiberiano, son otras de las secciones que componen Sábado de reportajes; son conducidas por el periodista, viajero y aventurero Claudio Iturra. En esta sección se dan a conocer las tribus y costumbres de distintos lugares en el mundo.

## Recomiendo Chile
Recomiendo Chile es una sección de Sábado de reportajes donde se da a conocer la gastronomía de las diferentes ciudades y pueblos de Chile. Cada capítulo trata sobre un lugar y chef diferente que muestran diferentes recetas y sabores típicos.
Desde el 19 de noviembre de 2016 se transmite La Última Cuba de Sol Leyton a las 19:45 horas.